# Bromate de calcium
Le bromate de calcium est un composé chimique cristalloluminescent de formule Ca(BrO3)2. C'est un sel d'acide bromique et de chaux.
Il peut être préparé par oxydation anodique de bromure de calcium.
Le bromate de calcium est utilisé dans le traitement de la farine (Numéro E E924b) dans certains pays.